# 1982 en architecture
| Années de l'architecture : 1979 - 1980 - 1981 - 1982 - 1983 - 1984 - 1985    |
| Décennies de l'architecture : 1950 - 1960 - 1970 - 1980 - 1990 - 2000 - 2010 |

Cet article présente les faits marquants de l'année 1982 en architecture.

## Réalisations
- x

## Événements
- Bernard Tschumi remporte le concours du parc de la Villette à Paris.

## Récompenses
- Grand prix national de l'architecture : Claude Vasconi.
- Prix Pritzker : Kevin Roche.
- Médaille Alvar Aalto : Jørn Utzon.

## Naissances
- x

## Décès
- 27 mars : Fazlur Khan, ingénieur et architecte banglado-américain (° 3 avril 1929).
- 4 août : Bruce Goff, architecte américain (° 8 juin 1904).
- 4 octobre : Geert Drexhage, architecte néerlandais (° 16 février 1914).